# Inwazja karmatów na Irak (927–929)
Inwazja karmatów na Irak (927–929) – rajd sił karmatów na ziemie kalifatu Abbasydów, na obszarze dzisiejszego Iraku. Atak stanowił kulminację wcześniejszych najazdów ismailitów z terenu Bahrajnu.

## Przyczyny
Na początku X wieku n.e. tereny Bahrajnu i Kataru znalazły się pod władaniem szyickiej sekty karmatów. Odrzucała władzę sunnickich kalifów z Bagdadu, sprzeciwiając się zbrojnie próbom narzucenia sobie zwierzchności.
W 924 roku wódz Abu Tahir Sulajman al-Dżannabi dokonał rajdu na pielgrzymów wracających z Mekki, co ugruntowało jego przywódczą rolę w sekcie.

## Przebieg
W 927 roku Abu Tahir Sulajman al-Dżannabi poprowadził swoje siły naprzeciw wielokrotnie większej armii Jusufa Ibn Abi as-Sadży, namiestnika prowincji Al-Maszrik i władcy Azerbejdżanu. Karmaci odnieśli druzgocące zwycięstwo, które otworzyło im drogę do złupienia terenów Iraku. Napastnicy zatrzymali się dopiero 15 kilometrów przed Bagdadem, skąd wycofali się z powodu wysokich strat w ludziach.